# Myroslaw Slaboschpyzkyj

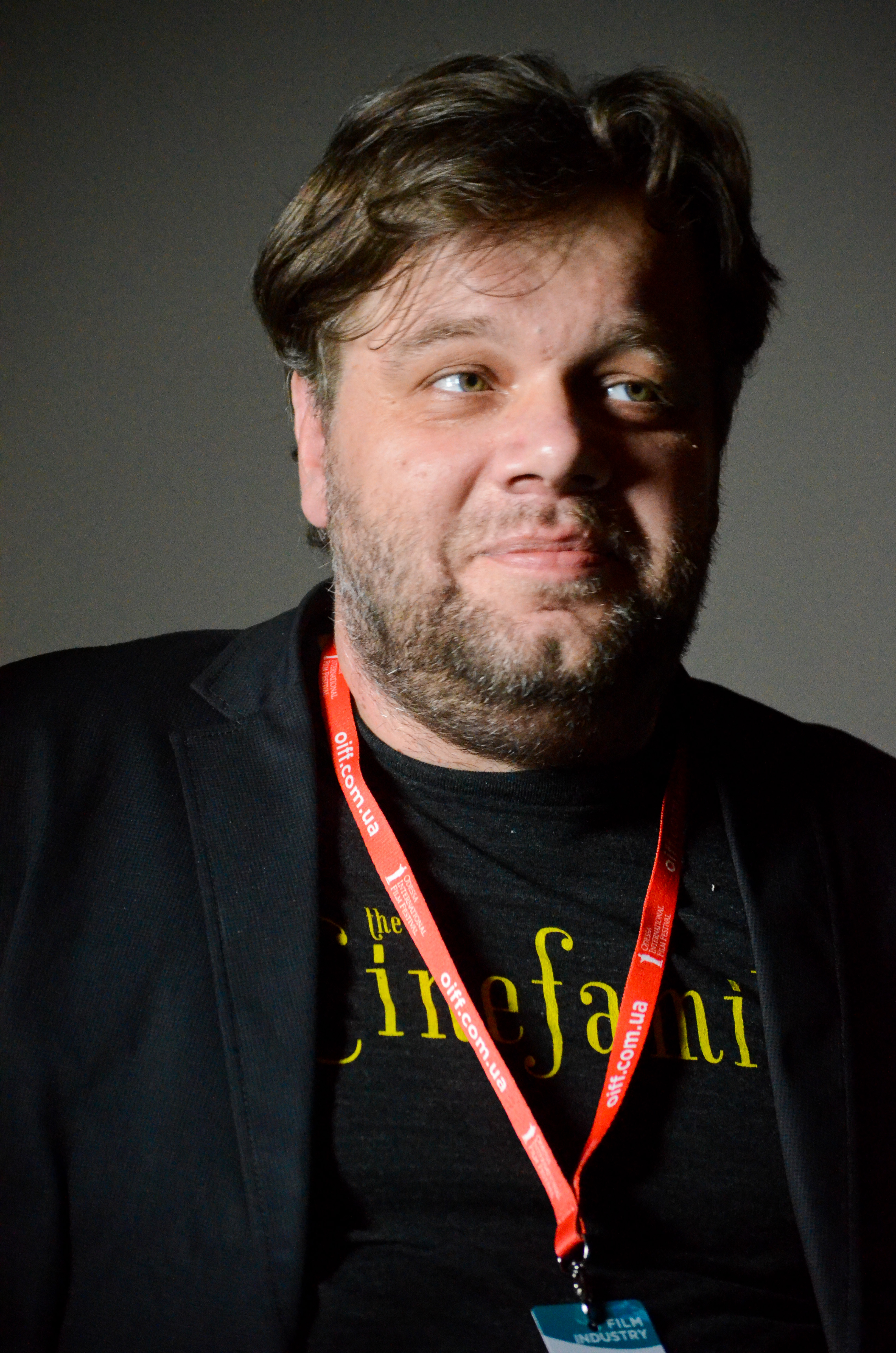
Slaboschpyzkyj 2015

Myroslaw Mychailowytsch Slaboschpyzkyj (ukrainisch Мирослав Михайлович Слабошпицький, englische Transkription Myroslav Slaboshpytskyi; * 17. Oktober 1974 in Kiew, Ukrainische SSR) ist ein ukrainischer Filmregisseur und Drehbuchautor.

## Leben
Der 1974 in Kiew geborene Slaboschpyzkyj ist der Sohn des ukrainischen Literaturkritikers und Schriftstellers Mychailo Slaboschpyzkyj (Михайло Федотович Слабошпицький; * 1946) und lebte bis 1982 in Lwiw.
Slaboschpyzkyj studierte an der Nationalen Universität für Theater, Film und Fernsehen in Kiew mit Schwerpunkt Filmregie. Im Anschluss war er als Journalist und Drehbuchautor tätig und hat in Filmstudios in Kiew und Sankt Petersburg gearbeitet.
Im Jahr 2000 wurde er Mitglied der Nationalen Union der Kameraleute der Ukraine und war Vizepräsident des Verbandes der jungen Filmemacher der Ukraine.
Sein Kurzfilmdebüt gab Slaboschpyzkyj 2006 mit dem Film The Incident (Жах), der bei etwa 25 Festivals in 17 Ländern konkurrierte. Sein zweiter Film Diagnose (Діагноз) erhielt 2009 eine Nominierung für den Goldenen Bären.
Für seinen Film Atommüll (Ядерні відходи) erhielt er 2012 beim Internationalen Filmfestival von Locarno den Preis Pardi di Domani (Silberner Leopard). Der 2014 entstandene Langfilm The Tribe gewann auf den Internationalen Filmfestspielen von Cannes 2014 den Grand Prix Nespresso de la Semaine de la Critique. In der 2021 erstellten Liste der 100 besten Filme in der Geschichte des ukrainischen Kinos landete der Film auf dem vierten Platz.
Er ist mit Olena Slaboschpyzka verheiratet und erhielt 2015 die höchste Auszeichnung der Ukraine für Filmschaffende, den Staatspreis Oleksandr Dowschenko.